# Muztagh Ata
Muztagh Ata ou Muztagata (em uigur significa "pai das montanhas de gelo"; chinês: 慕士塔格峰, pinyin: Mùshìtǎgé Fēng), é a segunda mais altas das montanhas da região que limita a norte o Planalto Tibetano (os limites a sul contêm montanhas mais altas), e a 43.ª mais alta montanha do mundo. É por vezes colocada na cordilheira Kunlun, embora esteja mais próxima das Montanhas Pamir. É tida como uma das montanhas de mais de 7000 m de altitude mais fáceis de escalar, pois tem uma vertente ocidental pouco inclinada, e situa-se em região de tempo em geral seco, Sinquião. A sua altitude é estimada em 7546 m, mas recentemente medições com GPS propõem a redução em 20 m.
Está situada a poucos quilómetros da fronteira China-Paquistão, perto da estrada do Caracórum. O cume é arredondado e sempre coberto de neve, pelo que se pode descer esquiando com alguma facilidade. A ascensão costuma iniciar-se no lago Karakul. Há também subidas bastante rápidas, como a de 2005 feita por Benedikt Böhm e Sebastian Haage. 
Hoje a montanha é usada como campo de treino antes da ascensão a outras, como o Everest.

## Ascensões
A primeira escalada até ao topo foi feita por uma expedição mista sino-soviética em 1956, composta por 31 membros e liderada por Eugeni Beletsky e Chu Ying Hua. Em 1907 uma expedição inglesa tinha chegado até aos 6473 m de altitude, e em 1953 uma expedição franco-suíça aos 7456, tendo um dos membros falecido no regresso ao cair numa crevasse de 76 m de profundidade.

## Páginas externas
- «Muztagh Ata no site summitpost.org» (em inglês)
- «Informação sobre o Muztagh Ata» (em inglês)

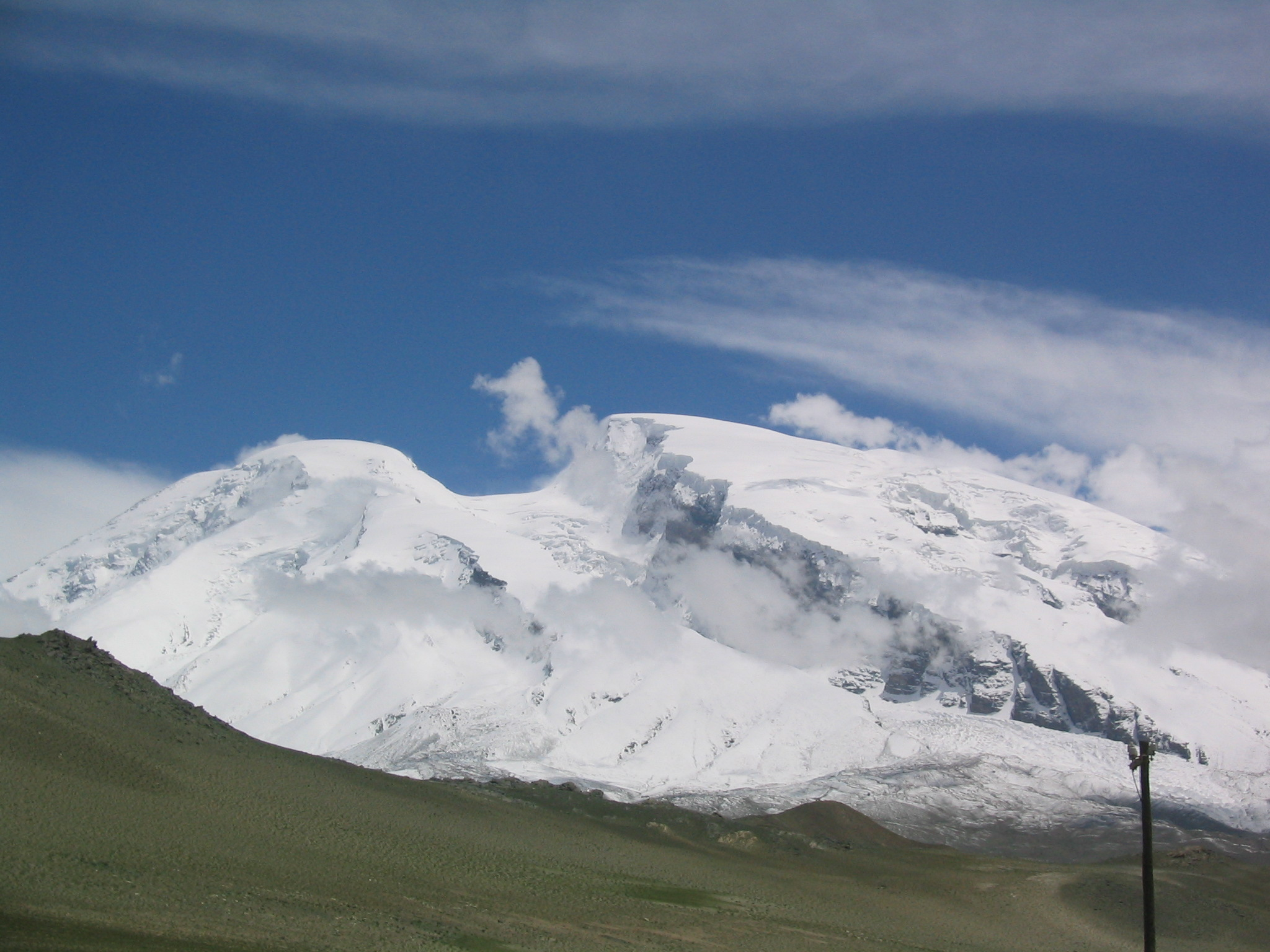
Muztagh Ata